# Marie-Geneviève Bouliard
Marie-Geneviève Bouliard (nació en París en 1763 y murió en Vindecy el 9 de octubre de 1825) fue una pintora francesa especializada en retratos de nobles y personajes históricos. Su carrera se desarrolla entre el final del Antiguo Régimen y la revolución francesa.

## Biografía
Marie-Geneviève Bouliard, hija única de un modisto de Baugé en Anjou, pronto demostró su vocación por el arte. Asistió a los talleres de Joseph-Benoît Suvée, Jean-Baptiste Greuze, Joseph Siffrein Duplessis y fue fiel a Jean-Joseph Taillasson hasta su último aliento. Su producción fue intensa durante el período revolucionario de 1789 a 1799, como puede verse en los catálogos de los Salones de 1791 a 1817. Recibió el premio de estímulo del Salón de 1791.
Murió en el Château d'Arcy en Vindecy el 9 de octubre de 1825.

## Posteridad
Ella formaba parte de "la élite de los retratistas". Según Jules Renouvier, autor de Historia del arte durante la Revolución:    
- “Los pintores acreditados para el retrato eran entonces Laneuville, la ciudadana Auzou, alumna de Regnault, y la ciudadana Bouliard, alumna de Duplessis. Compartieron, con Ducreux y Colson, los personajes de la época. […] ¿Dónde se pueden encontrar ahora los retratos de Ducreux, Dumont, Colson, Laneuville, Mlle Bouliard y Mme Auzou?".[2]

Su cuadro Retrato de Mademoiselle Bélier está incluido en la obra de 1905 Mujeres Pintoras del Mundo.

## Obras

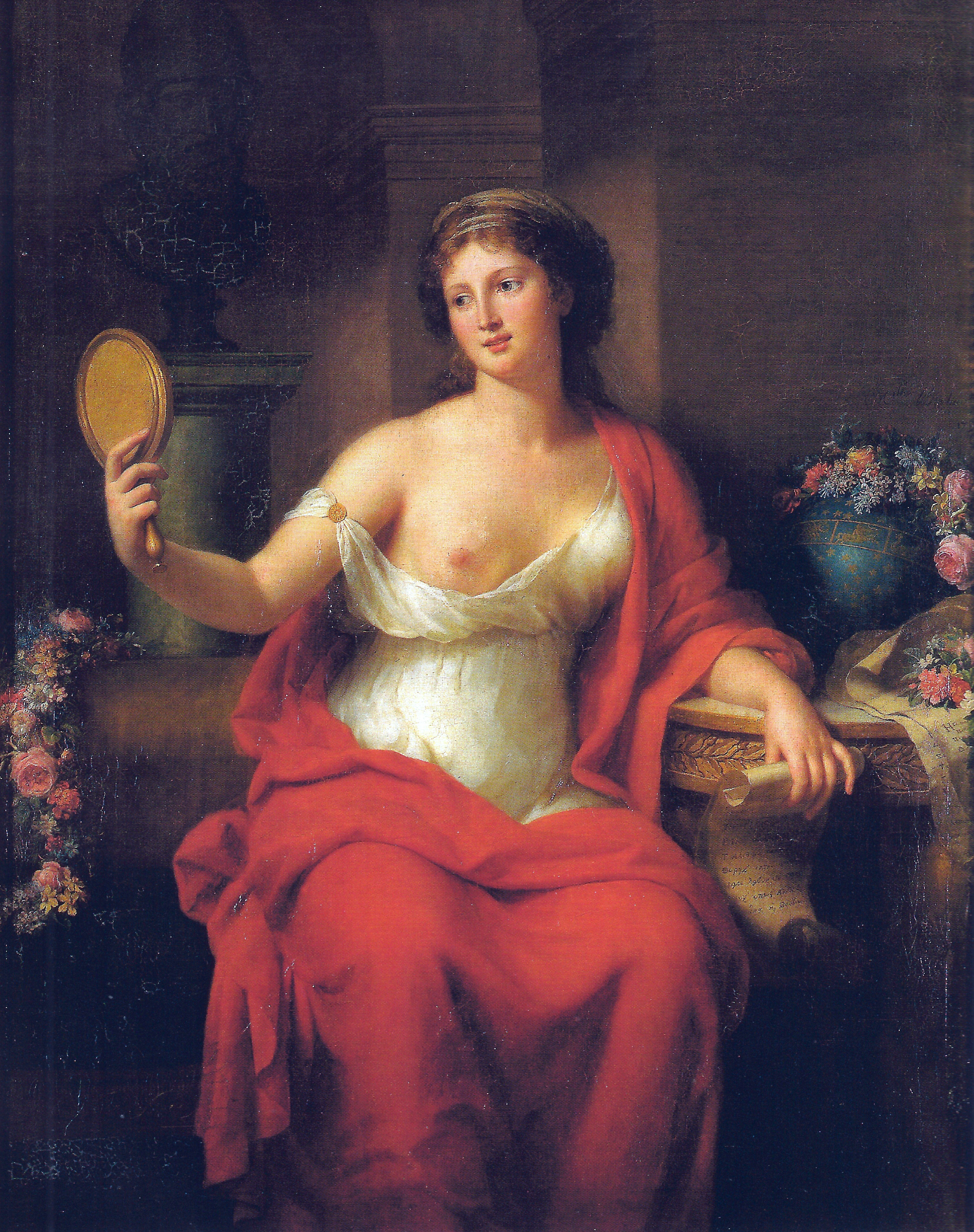
Autorretrato como Aspasia (1794), Museo de Bellas Artes de Arras.

- 1791 : Cabeza de mujer coronada de rosas, ubicación desconocida[6] .
- 1792 : Retrato de Monsieur Olive y su familia, Nantes, Musée des Beaux-Arts .
- 1792 : Autorretrato, Pasadena, Norton Simon Museum .
- 1792 : Retrato de un miembro de la Convención, ubicación desconocida[7] .
- 1794 : Autorretrato en Aspasia, Arras, Museo de Bellas Artes .
- 1796 Retrato del ciudadano Salón Gambs 1796 n 58, ubicación desconocida.
- 1796 : Retrato ciudadano Mazade, director del teatro de las artes, 1796 Salón n 59, ubicación desconocida.
- 1796 Retrato del ciudadano Salón Mazade 1796 n 60, ubicación desconocida.
- 1796 Retrato de Alexandre Lenoir, 1796 Salón n 61, París, museo Carnavalet .
- 1796 Retrato de la esposa de Adelaide Binart Lenoir, 1796 Salon n 62, París, museo Carnavalet.
- 1796 Retrato del ciudadano Arnould, 1796 Salón n 60, ubicación desconocida.
- 1796 : Aspasia, 1796 Salón n 64 . Autorretrato, ubicación desconocida.
- 1796 : Varias cabezas de mujer, 1796 Salón n 65, estudios con el mismo número, ubicación desconocida.
- 1796 : Aspasia y dos jefes de estudio, 1796 Salon n 66, ubicación desconocida.
- 1798 : Una mujer cubierta con un velo negro Salón 1798 n 61, ubicación desconocida.
- 1798 : Una mujer sosteniendo una flauta, 1798 Salón n 61, ubicación desconocida.
- 1798 : Los hijos de C. Vernet, pintor, de pie abrazados Salón 1798 n 63, ubicación desconocida.
- 1819 : Retrato de un hombre, ubicación desconocida[8] .
- Retrato del artista, óleo sobre lienzo, 56 × 51  , Dijon, Musée des Beaux-Arts .
- Dibujo, París, Musée Carnavalet.[9]
- Niña con canasta de manzanas, ubicación desconocida[cita requerida] .
- Retrato de mujer joven con pañuelo blanco, ubicación desconocida[cita requerida] .
- Retrato de Talleyrand, ubicación desconocida[cita requerida] .
- Retrato de joven, ubicación desconocida[cita requerida] .

Obras de Marie-Geneviève Bouliard
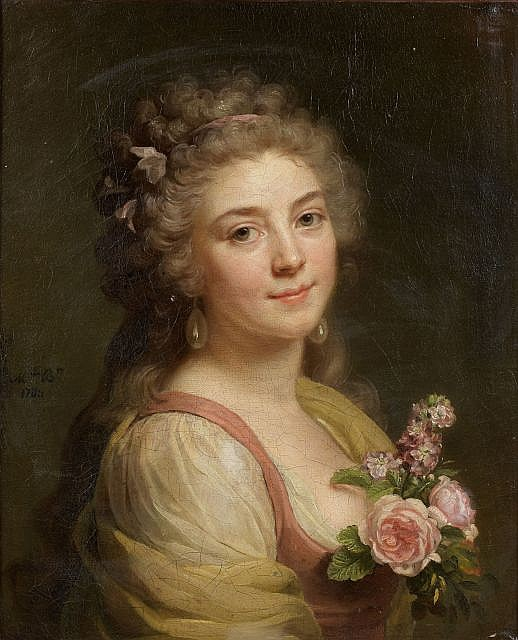
Retrato de una mujer con corpiño de flores, también conocido como Retrato que se presume es Mademoiselle Bélier (1785), ubicación desconocida.
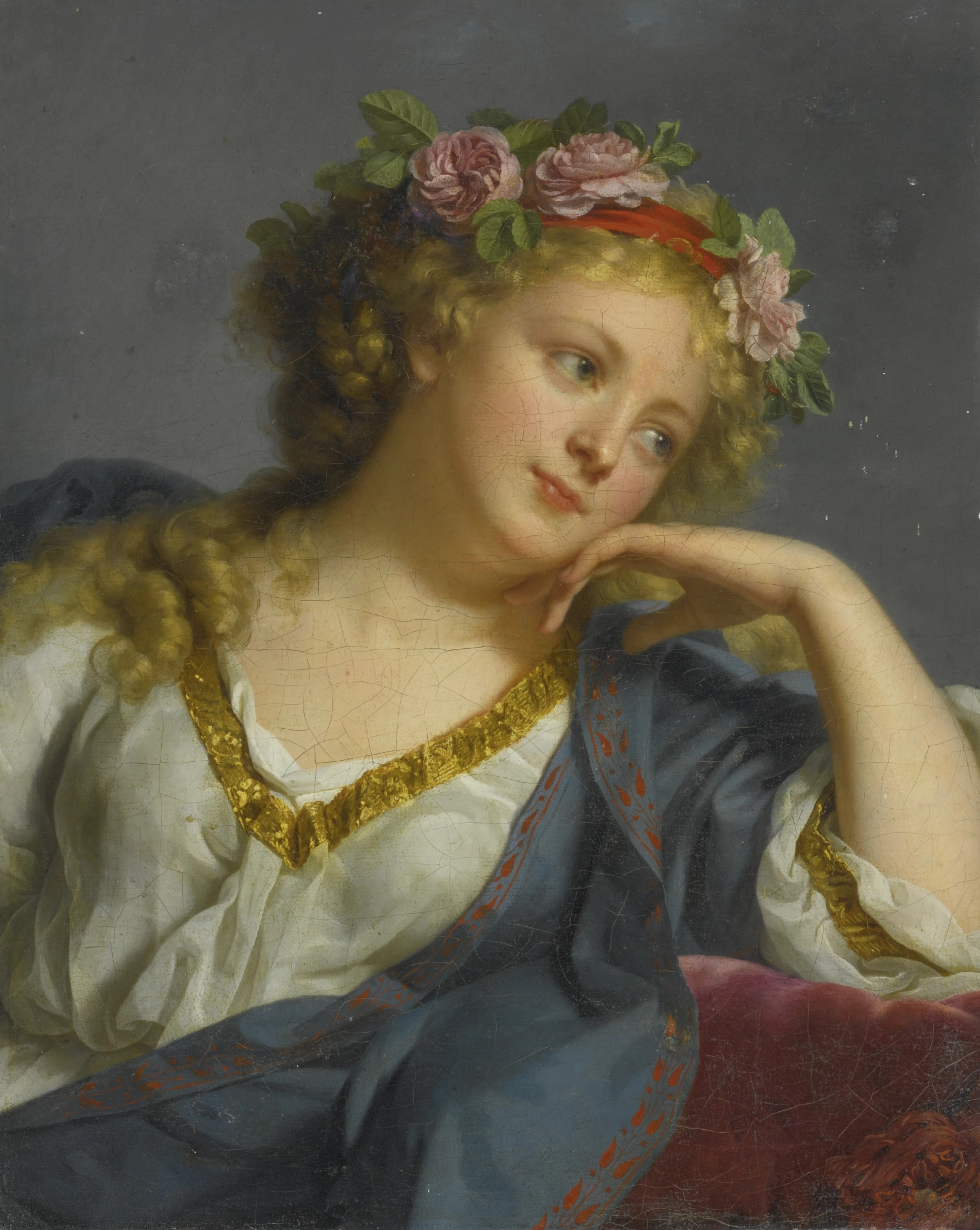
Cabeza de mujer coronada de rosas (1791), ubicación desconocida.
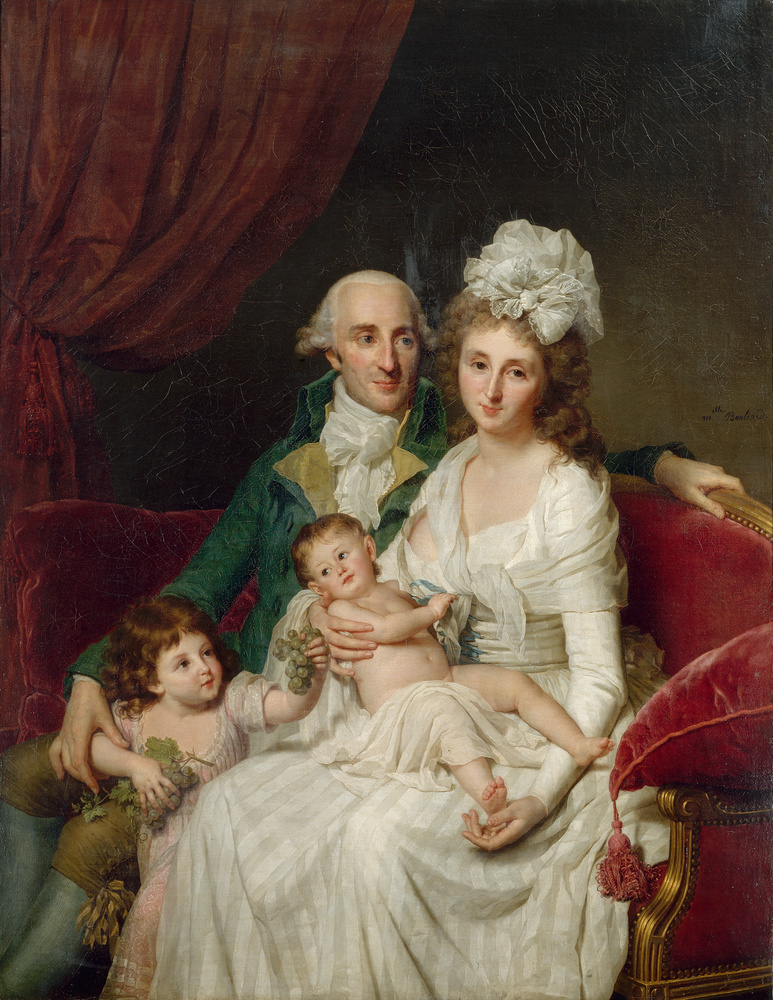
Retrato de Monsieur Olive, Tesorero de los Estados de Bretaña, con su familia (entre 1791 y 1792), Musée des Beaux-Arts de Nantes .
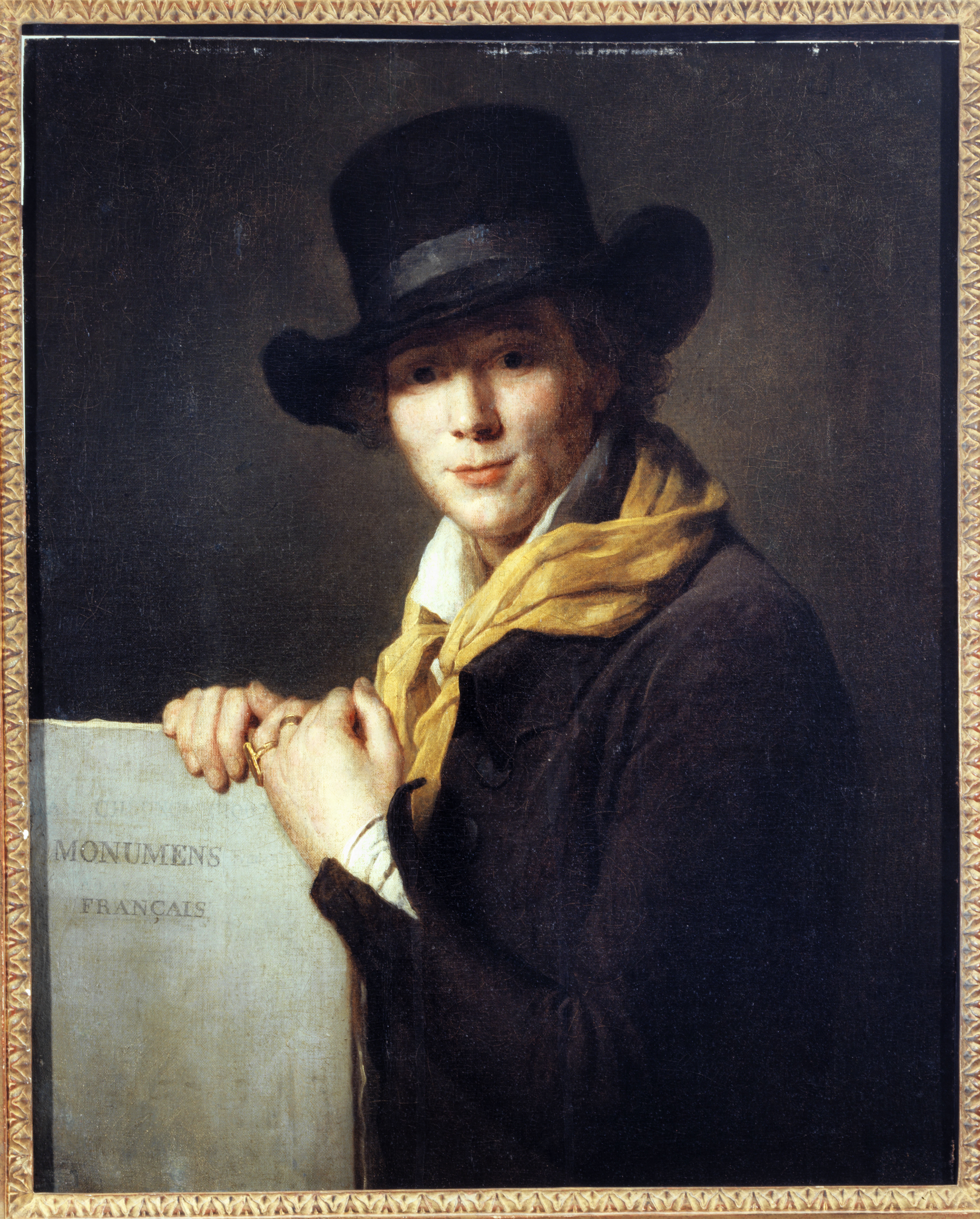
Retrato de Alexandre Lenoir (1796), París, Musée Carnavalet .
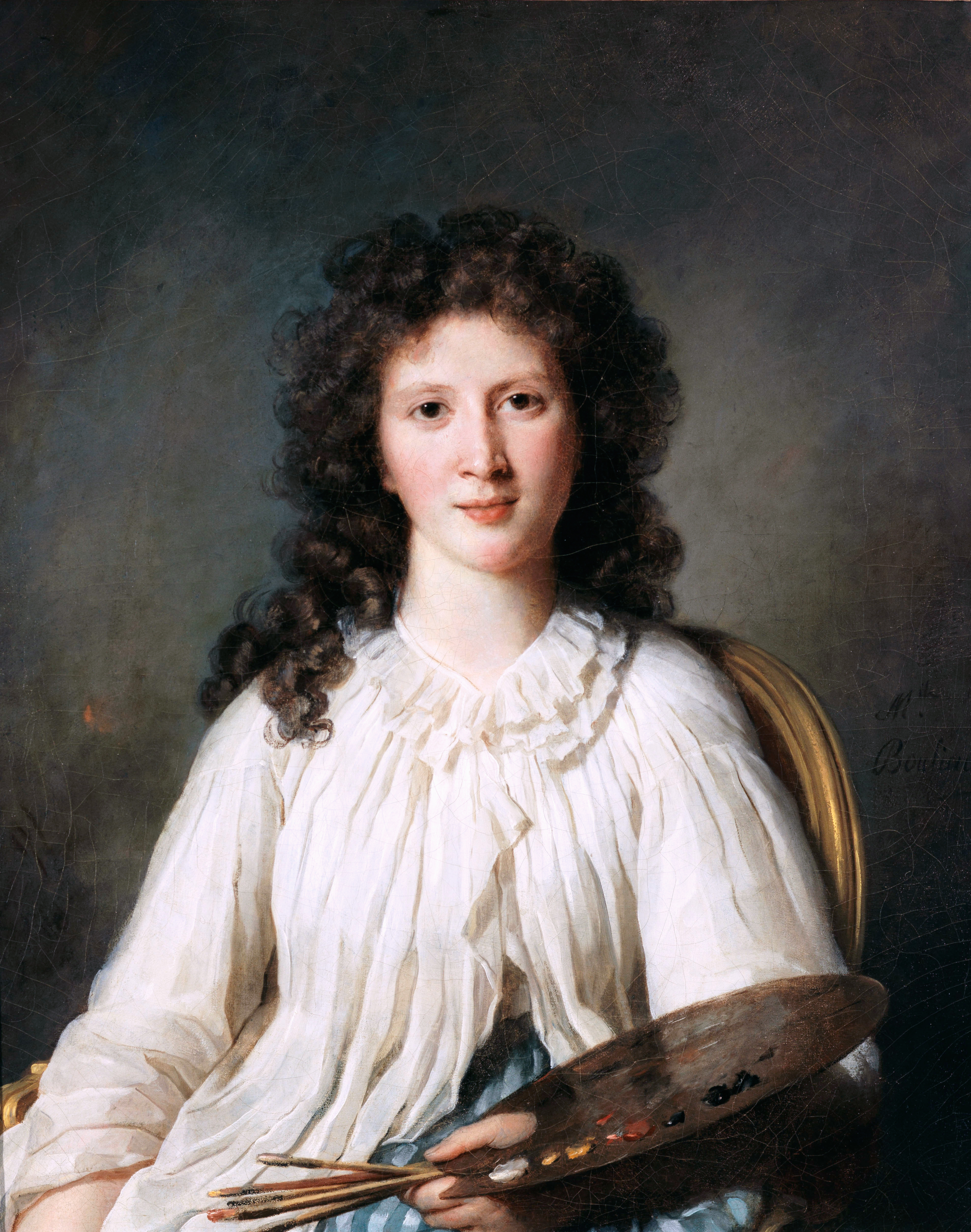
Retrato de Adélaïde Binart, esposa Lenoir (1796), París, Musée Carnavalet .
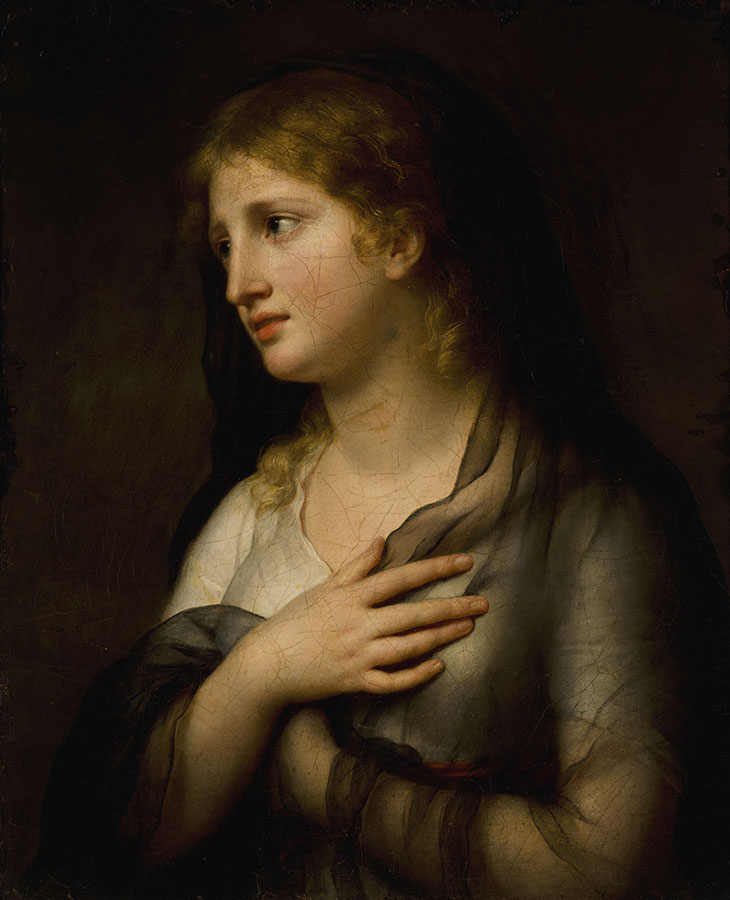
Retrato de mujer, La Habana, Museo Nacional de Bellas Artes .